# El Guatemalteco
El Guatemalteco fue un periódico oficial fundado por el gobierno de Guatemala en 1873 para publicar los anuncios oficiales, los decretos de los organismos del Estado y las denuncias.  Circuló hasta 1972, año en que fue fusionado con el Diario de Centro América, que ha sido el periódico oficial de Guatemala desde entonces.

## Historia
El Guatemalteco era el diario oficial de Guatemala luego que los gobiernos liberales descontinuaron La Gaceta de Guatemala, órgano oficial de los gobiernos conservadores de Rafael Carrera y Turcios y de Vicente Cerna y Cerna.  Este periódico surgió durante el gobierno del general Justo Rufino Barrios en 1873 y se mantuvo como diario oficial hasta que en 1972 se fusionó con el
Diario de Centro América. Publicaba acuerdos, Decretos, reglamentos y todo lo concerniente a asuntos oficiales, así como información de varias Secretarías y respondía a la política del gobernante de turno. 
Publicaba una sección de cotizaciones del café, el estado del tiempo según el Observatorio Meteorológico del Instituto Nacional Central. Este diario estaba numerado por tomo y sus páginas poseían números correlativos.
Entre las publicaciones más relevantes que hiciera el diario están:
- Exposición Centroamericana: durante el gobierno del general José María Reina Barrios se emprendieron una gran cantidad de obras públicas de infraestructura, incluyendo el Ferrocarril del Norte y el del Puerto de Iztapa, los que iban a ser presentados en una fastuosa exposición que el gobierno organizó para 1897.  Desafortunadamente, la fuerte caída del precio internacional del café y el gasto simultáneo en múltiples obras no permitieron concluir el Ferrocarril del Norte, y la exposición fue un fracaso económico de grandes proporciones para el país.  Como resultado, Quetzaltenango se reveló e intentó derrocar al presidente, aunque sin lograrlo, y el propio presidente fue asesinado el 8 de febrero de 1898.[2][3]
- Atentados contra el presidente Manuel Estrada Cabrera:  en abril de 1907 y abril de 1908, el entonces presidente de Guatemala, licenciado Manuel Estrada Cabrera fue víctima de intentos de magnicio de los que resultó milagrosamente ileso.  El primero de ellos se conoció como el «Atentado de La Bomba» y el segundo como el «Atentado de Los Cadetes».  Como resultado, se desarrolló en toda su magnitud el régimen dictatorial y despótico del presidente que restringió muchas de las libertales de los ciudadanos, cerró la Escuela Politécnica en donde estudiaban los cadetes y se aferró al poder hasta el 14 de abril de 1920.[4][5][6][7]  He aquí un ejemplo del servilismo imperante en Guatemala durante el gobierno del presidente Estrada Cabrera; se trata de uno de los manifiestos de adhesión que El Guatemalteco publicó tras uno de los atentados

| «Jamás pudo la Representación Nacional presentir que la perversidad y el crimen llegaran al punto de fraguar un atentado tan abominable como el que tuvo lugar en la mañana de hoy, por modo alevoso y premeditado con cinismo horrendo; del cual os salvasteis por fortuna, para que la República no cayese en horrenda anarquía, llenándose de sangre, de luto y de dolor los corazones de todos los buenos ciudadanos. La Asamblea Legislativa, en nombre del pueblo de Guatemala, que representa, rechaza con profunda indignación el hecho infame que ha venido a conmover doloramente los ánimos y a sumir en honda amargura a vuestra respetable familia y al inmenso círculo de vuestros admiradores y amigos. No pudiendo cumplir el nefando designio de cortar el vuelo a vuestras levantadas aspiraciones, a atentar contra la existencia del Benemérito Jefe, del ilustre Presidente, a quien tanto debe y de quien tanto espera la Nación.» —Tomado de: «Manifiestos de adhesión para el Benemérito Señor Presidente de la República». El Guatemalteco, Diario Oficial de la República de Guatemala, en la América Central. 9 de mayo de 1907. |

- Terremotos de 1917 y 1918: en El Guatemalteco quedó huella del desastre que asoló a la Ciudad de Guatemala; desde el número correspondiente al 22 de diciembre de 1917 se interrumpió la publicación y no se reanudó sino hasta el 21 de enero de 1918, pero en un formato mucho más pequeño.[9]  El nuevo periódico solamente incluía los edictos y decretos que promulgaba el ejecutivo para llevar a cabo la reconstrucción de la ciudad, los cuales nunca se cumplieron; dos años después del terremoto todavía había escombros por doquier debido a la incompetencia del gobierno de Estrada Cabrera para resolver la situación.[10]
- Reconocimiento a la Universidad Nacional tras el derrocamiento de Manuel Estrada Cabrera: tras el derrocamiento de Manuel Estrada Cabrera, una de las primeras medidas del nuevo gobierno dirigido por Carlos Herrera y Luna fue la de designar autoridades y profesores para las Facultades de estudios superiores.  He aquí ejemplos de los decretos publicados en El Guatemalteco:

| Organismo Ejecutivo Ministerio de Instrucción Pública Se organiza la Junta Directiva de la Facultad de Ingeniería Palacio del Poder Ejecutivo: Guatemala, 22 de abril de 1,920. El Presidente Constitucional de la República ACUERDA: Organizar la Junta Directiva de la Facultad de Ingeniería, de la manera siguiente: Propietarios: Decano, Ing. don Claudio Urrutia Vocal 1o., Ing. don Rafael Ponciano Vocal 2o., Ing. don Carlos Benfeldt V. Vocal 3o., Ing. don León Yela Vocal 4o., Ing. don Félix Castellanos B. Secretario: Ing. don Lisandro Sandoval. Suplentes: Decano, Ing. don Felipe Rodríguez S. Vocal 1o., Ing. don Juan de Dios Cabrera Vocal 2o., Ing. don Víctor Pérez Vocal 3o., Ing. don Benjamín Solórzano M. Vocal 4o., Ing. don Florencio Santizo Secretario: Ing. don José Quevedo V. Comuníquese. HERRERA El Secretario de Estado en el Despacho de Instrucción Pública, Manuel Arroyo —Tomado de: El Guatemalteco Diario Oficial de la República de Guatemala - América Central, 25 de abril de 1920 |

| Organismo Ejecutivo Ministerio de Instrucción Pública Se nombran unos catedráticos para la Facultad de Derecho, Notariado y Ciencias Políticas y Sociales Palacio del Poder Ejecutivo: Guatemala, 19 de mayo de 1920. El Presidente Constitucional de la República ACUERDA: Hacer para la Facultad de Derecho, Notariado y Ciencias Políticas y Sociales los siguientes nombramientos: Profesor de Derecho Administrativo, Lic. don Bernardo Alvarado T.; Catedrático de Economía Política, Lic. don Rafael Ordóñez Solís; y Profesor de Procedimientos 2o. Curso, Lic. don Carlos Castellanos. Los nombrados devengarán el sueldo de ley. Comuníquese. HERRERA El Secretario de Estado en el Despacho de Instrucción Pública, Alberto Mencos. —Tomado de: «Decretos del Organismo Ejecutivo». El Guatemalteco, Diario Oficial de la República de Guatemala - América Central. 30 de mayo de 1920. |

Asimismo, el gobierno de Herrera y Luna, en reconocimiento a la colaboración que los estudiantes universitarios prestaron al Movimiento Unionista, devolvíó a las Facultades Superiores la autonomía para la elección de autoridades de acuerdo al siguiente decreto (aunque no la autonomía absoluta):

| Decreto No. 1,031 La Asamblea Legislativa de la República de Guatemala DECRETA: Artículo 1o.- Se deroga el Decreto Legislativo No. 193, emitido el 21 de marzo de 1893, y en consecuencia, quedan en vigor las disposiciones de la Ley de Instrucción Pública, modificadas por el mencionado Decreto. Artículo 2o.- Las elecciones de los miembros de las Juntas Directivas de las diversas Facultades Profesionales, tendrán lugar el presente año en el corriente mes de mayo, y los electos tomarán posesión de sus cargos inmediatamente; pero el período de dos años de su ejercicio se contará desde el mes de enero próximo entrante. Pase al Ejecutivo para su publicación y cumplimiento. Dado en el Palacio del Poder Legislativo: en Guatemala, el cuatro de mayo de mil novecientos veinte. Arturo Ubico Presidente de la Asamblea Adrián Recinos Secretario —Tomado de: «Decretos del Organismo Legislativo». El Guatemalteco, Diario Oficial de la República de Guatemala - América Central. 10 de mayo de 1920. |

| Por reconocimiento a las contribuciones de los universitarios al derrocamiento de Estrada Cabrera, el gobierno otorgó un espacio para que los Estudiantes Universitarios pudieran celebrar reuniones de toda índole: Organismo Ejecutivo Ministerio de Instrucción Pública Se concede a los Estudiantes Universitarios el uso gratuito del edificio de la Escuela «Manuel Cabral» Palacio del Poder Ejecutivo: Guatemala, 23 de abril de 1920. El Presidente Constitucional de la República. En el deseo de prestar apoyo a los jóvenes Estudiantes Universitarios y con el propósito de que tengan un local adecuado para celebrar sus reuniones y editar sus periódicos científicos, ACUERDA: Concederles gratuitamente el uso del edificio que ocupa actualmente la Escuela Nacional de Niñas «Manuel Cabral» situado en la 10a. Calle Oriente, contiguo a Capuchinas. Comuníquese. HERRERA El Secretario de Estado en el Despacho de Instrucción Pública Manuel Arroyo —Tomado de: «Decretos del Organismo Ejecutivo». El Guatemalteco, Diario Oficial de la República de Guatemala - América Central. 25 de abril de 1920. |

Esta autonomía se mantuvo hasta que el gobierno del general Jorge Ubico la derogó en 1931.